# Ngô Bảo Châu
Ngô Bảo Châu (Hanoi, 28 giugno 1972) è un matematico vietnamita naturalizzato francese.
Laureatosi all'università di Hanoi, in Vietnam, ha proseguito gli studi in Francia, per poi lavorare presso l'Institute for Advanced Study di Princeton in New Jersey.
Châu è principalmente conosciuto per aver dimostrato il lemma fondamentale proposto da Robert Langlands e Diana Shelstad, un risultato che è stato selezionato dal Time come una delle migliori dieci scoperte scientifiche del 2009.
Per il suo lavoro, Châu nel 2004 ha vinto Clay Research Award. È inoltre diventato il più giovane professore in Vietnam nel 2005.
Ngô Bảo Châu ha ricevuto la medaglia Fields nel 2010 a Hyderabad, in India.